# Giving the Devil His Due
Giving the Devil His Due — альбом-компиляция, ремиксов и демозаписей нью-метал-группы Coal Chamber, вышедший в 2003 году. «Blisters» и «Wishes» появились на этом альбоме впервые.

## Список композиций
1. «Headstones and the Walking Dead»
2. «Big Truck» (Hand-on-Wheel Mix)
3. «Pig» (Original Version)
4. «Bradley» (Going Postal Mix)
5. «Sway» (Hypno-Submissive Mix)
6. «Not Living» (Original Version)
7. «Blisters»
8. «El Cu Cuy» (Man-to-Monster Mix)
9. «Wishes»
10. «Apparition»
11. «Anxiety»
12. «Save Yourself»
13. «One Step» (Chop Shop Mix)
14. «Big Truck» (Live)
15. «I» (Demo)
16. «Oddity» (Demo)
17. «Sway» (Demo)
18. «Unspoiled» (Demo)
19. «Loco» (Demo)
20. «Babbit» (Demo)

## Участники записи
- Дэз Фафара — вокал
- Мигель «Мигс» Раскона — гитара
- Надя Пойлен — бас-гитара
- Рейна Фосс — бас-гитара
- Майк «Баг» Кокс — барабаны
- Джон Тор — барабаны (демозаписи)